# 紀元前206年
紀元前206年（きげんぜん206ねん）

## 他の紀年法
- 干支 : 乙未
- 日本
  - 皇紀455年
  - 孝元天皇9年
- 中国 : 前漢 - 高祖1年
- 朝鮮 :
- ベトナム :
- 仏滅紀元 : 339年
- ユダヤ暦 :

## できごと

### ローマ帝国
- イリッパの戦いで、カルタゴの将軍マゴ・バルカとハスドルバル・ギスコがローマ帝国の将軍大スキピオに敗れた。マゴはカディスまで敗走し、船でバレアレス諸島に向かった。
- 大スキピオはカディスを防衛し、ローマ帝国によるスペイン全土の支配が確立した。カルタゴ人はスペインから撤退し、ヒスパニアはローマ帝国の属州となった。
- イリパの戦いで負傷したローマ兵の居留地として、大スキピオによりイタリカの町が建設された。
- カルタゴ人の駆逐に成功すると、大スキピオはローマに凱旋し、執政官に選出された。彼はさらに北アフリカに残るカルタゴ人の領土を攻める準備をした。

### カルタゴ
- 北アフリカに帰還したハスドルバル・ギスコは、娘をヌミディアの王であるシュファクスに嫁がせ、軍事同盟を結んだ。
- カルタゴと同盟を結んでいたヌミディアの王マシニッサは、カルタゴを見限ってローマ側についた。シュファクスはマシニッサを追放し、自らが王になった。これに対してローマ帝国はマシニッサの地位を認めた。

### ペルシャ
- パルティアの王アルサケス2世はバクトリア王のエウテュデモス1世との戦いに敗れて領土を失った。
- セレウコス朝の王アンティオコス3世はヒンドゥークシュ山脈を通ってカーブルまで行進し、マウリヤ朝の王Sophagasenusと和解をした。

### ギリシャ
- マケドニア王国とローマ帝国の間で戦争が起こったが、ローマ帝国の狙いは征服にはなく、ギリシャの政治を分断して脅威の芽を摘んでおくことにあった。
- マケドニア王国の王ピリッポス5世はローマの隙を突いてアエトリアを攻め、平和条約を結ばせた。

### 中国
- 秦の三世子嬰は劉邦に降伏した。これによって秦王朝は滅亡し、前漢が建国された。しかし項羽との間に楚漢戦争が勃発し、紀元前202年まで続いた。
- 正月、項羽は羋心を義帝とする。
- 項羽は自立して西楚覇王となり、天下を分封して、劉邦を漢王に、韓成を韓王に封じた。
- 五月、劉邦は韓信の計謀を用いて、項羽が田栄を北攻している隙に乗じてこっそりと陳倉を渡った（暗渡陳倉）。
- 六月、田栄は斉王田巿を殺して、自立して斉王となる。
- 七月、項羽は張良が劉邦に付き従ったため、韓成を斬首し、大夫鄭昌を改めて韓王とした。
- 八月、漢王劉邦は出兵して雍王章邯を攻撃した。
- 八月、燕王韓広は遼東に遷されることを嫌ったため、項羽が燕王に封じた臧荼は韓広を殺し、遼東の王となる。
- 項羽は九江王英布などに義帝を殺させた。

## 死去
- 子嬰、秦王朝の最後の君主
- 義帝、秦末の反秦勢力の名目上の盟主